# Bāyg
Bāyg (persiska: بایگ, Bāyk) är en ort i Iran.   Den ligger i provinsen Khorasan, i den nordöstra delen av landet, 700 km öster om huvudstaden Teheran. Bāyg ligger 1 521 meter över havet och antalet invånare är 3 960.
Terrängen runt Bāyg är kuperad åt nordväst, men åt sydost är den platt.Runt Bāyg är det ganska glesbefolkat, med 25 invånare per kvadratkilometer. Närmaste större samhälle är Torbat-e Ḩeydarīyeh, 19,9 km sydost om Bāyg. Trakten runt Bāyg består i huvudsak av gräsmarker.